# Tomás Valík

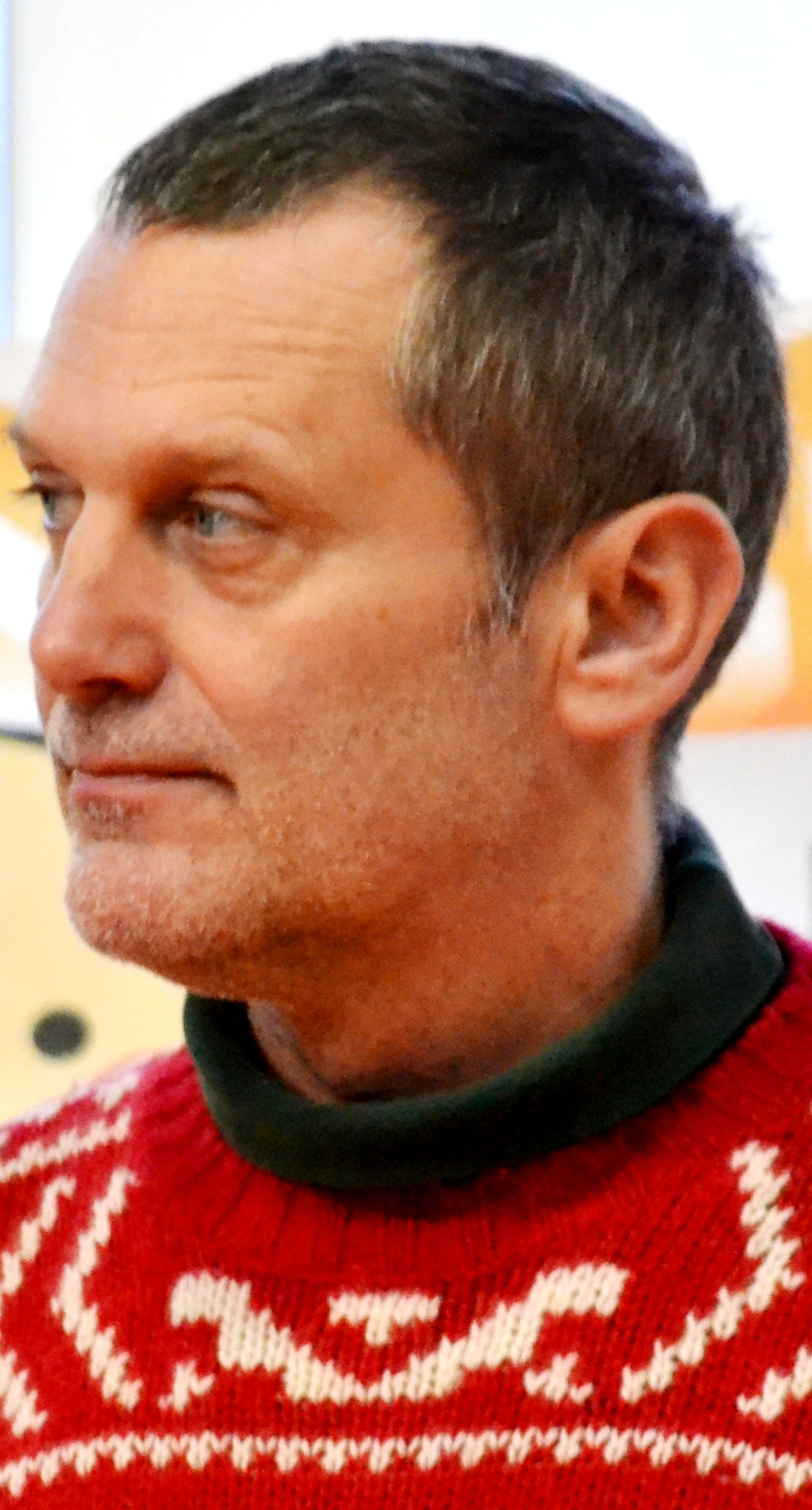
Tomás Valík (2015)

Tomáš Valík (* 22. Dezember 1964 in Opava; † 8. Oktober 2016 in Prag) war ein tschechischer Schauspieler.

## Leben
Tomás Valík wurde 1964 in Opava geboren. Er besuchte die Akademie der musischen Künste in Prag. Von 1988 bis zuletzt 2015 war er in mehr als 40 Film- und Fernsehproduktionen zu sehen.

## Filmografie
- 1988: Was ist das für ein Soldat
- 1989: Geschlossener Kreis
- 1990: Der Reisekamerad
- 1991: Das Geheimnis der weißen Hirsche (Fernsehserie)
- 1991: Prinzessin Fantaghirò
- 1992: Prinzessin Fantaghirò II
- 2011: Mission: Impossible – Phantom Protokoll
- 2012: Kriminálka Andel
- 2007–2014: Ulice
- 2014: Crossing Lines
- 2015: Kind 44